# Język tolai
Język tolai, także: kuanua, gunantuna, tuna, raluana – język austronezyjski używany na półwyspie Gazelle w Papui-Nowej Gwinei, a także na pobliskich terenach Nowej Brytanii i Nowej Irlandii. Według danych z II poł. XX w. posługuje się nim 81 tys. osób.
Był wykorzystywany jako lingua franca w działalności misjonarskiej. Pod wpływem zachodnim powstało piśmiennictwo w tym języku. Dawniej bywał określany jako „język nowobrytyjski”.
Jest silnie zróżnicowany wewnętrznie; pośród jego dialektów można wyróżnić trzy grupy: dialekty kokopo (odmiany paparatava i raluana), dialekty północnego wybrzeża (volavolo i rakunai) oraz dialekty „marginalne” (nodup, kabair, vuatom, vunamarita). Pewne znaczenie w komunikacji ponadlokalnej ma dialekt raluana, który był promowany przez misjonarzy.
Leksykalnie jest stosunkowo odrębny od pozostałych języków Nowej Brytanii. Część zasobu słownikowego łączy go z językiem nakanai, co może wynikać z historii handlu między regionami.
Spotykane są różne nazwy na określenie tego języka, przy czym określenie „tolai” (nazwa grupy etnicznej) jest preferowane w nowszej literaturze. Sam lud Tolai posługuje się wyrażeniem a tinata tuna („prawdziwy” lub „rdzenny język”). Nazwa „kuanua”, spopularyzowana przez misjonarzy, również przyjęła się w lokalnym użyciu.
Należy do najlepiej poznanych języków Papui-Nowej Gwinei. Istnieje stosunkowo duży zasób materiałów (gramatycznych i leksykograficznych) poświęconych temu językowi. Jest zapisywany alfabetem łacińskim (historycznie wypracowano kilka wersji ortografii). Niemniej wzrosło znaczenie tok pisin w roli języka pisanego.